# Kemi-Torneå tingsrätt
Kemi-Torneå tingsrätt (finska: Kemi-Tornion käräjäoikeus) var en tingsrätt i Finland som låg under Rovaniemi hovrätt. 
Tingsrätten hade kansli i Kemi och sammanträdesplatser i Kemi och Torneå. Tingsrätten hade tidigare även sammanträdesplats i Övertorneå vilket upphörde genom Justitieministeriets förordning om tingsrätternas kansli- och sammanträdesplatser (454/2009) den 9 mars 2016 vilken trädde i kraft den 1 april 2016. Sammanträdesplatsen i Torneå upphörde när Justitieministeriets förordning om tingsrätternas kansli- och sammanträdesplatser (26.1.2017/81) den 26 januari 2017 trädde i kraft den 1 februari 2018.
År 2019 slogs Kemi-Torneå tingsrätt samman med Lapplands tingsrätt. 
Tingsrätten omfattade kommunerna Kemi, Keminmaa, Kolari, Simo, Tervola, Torneå och Övertorneå.
Kemi-Torneå tingsrätt bildades den 1 juni 2002 genom Statsrådets beslut 5 december 2001 om sammanslagning av Kemi tingsrätt och Torneå tingsrätt till en tingsrätt.